# Коронавірусна хвороба 2019 у Лаосі
Спалах коронавірусної хвороби 2019 у Лаосі — це поширення пандемії коронавірусної хвороби 2019 на територію Лаосу. Перший випадок хвороби зареєстровано 24 березня 2020 року в столиці країни В'єнтьяні, після чого Лаос став останньою країною Південно-Східної Азії, в якій зареєстровані випадки коронавірусної хвороби. 4 травня 2021 року в Лаосі кількість випадків COVID-19 перевищила 1000. Станом на 5 червня 2022 року зареєстровано загалом 210081 випадок хвороби та 756 смертей. Через 5 днів в країні зафіксували першу смерть.
21 грудня 2021 року Лаос обігнав Китай за кількістю підтверджених випадків COVID-19.

## Хронологія

### 2020 рік
13 березня органи влади провінцій закрили частину пунктів перетину кордонів.
24 березня 2020 року в Лаосі зареєстровано 2 випадки коронавірусної хвороби, після чого Лаос став останньою країною Південно-Східної Азії, в якій зареєстровані випадки інфікування коронавірусом.
26 березня газета «Vientiane Times» повідомила про виявлення ще 3 випадків захворювання у країні.
27 березня зареєстровано ще 6 випадків захворювання. Два з них виявлено в Луанґпхабанґу і один у В'єнтьяні.
28 березня було підтверджено ще 2 випадки хвороби, що довело загальну кількість випадків до 8.
30 березня було підтверджено ще 1 випадок, що довело загальну кількість випадків хвороби до 9.
1 квітня було підтверджено ще один випадок хвороби, внаслідок чого загальна кількість випадків досягла 10.
5 квітня 2020 року було повідомлено про 11-й випадок хвороби — 55-річного чоловіка з Папуа Нової Гвінеї.
Уряд оголосив локдаун 29 березня, починаючи з 30 березня. Усі сухопутні кордони були закриті, а останні рейси вилетіли з Луанґпхабанґа та В'єнтьяна 1 квітня.
До 18 травня додаткові обмеження були послаблені, та дозволено внутрішні подорожі країною без спеціального дозволу для іноземців.
2 червня учні повернулися до школи.
4 червня уряд дозволив іноземним туристам в'їздити до країни.
25 липня було підтверджено один новий випадок хвороби в громадянина Південної Кореї.
У жовтні у зв'язку з підозрами на хворобу ізольовано 2621 особу.

### 2021 рік
У березні проведено другу хвилю щеплень.
Уранці 9 травня в Лаосі зареєстровано першу смерть від COVID-19. Посольство В'єтнаму у В'єнтьяні підтвердило, що в'єтнамка померла після тижня лікування.

## Підтверджені випадки (до квітня 2020 року)
| Випадок | Дата            | Вік | Стать   | Громадянство      | Місцевість   | Професія | Перебування за кордоном | Статус             | Примітки                                                                                 | Джерела |
| ------- | --------------- | --- | ------- | ----------------- | ------------ | -------- | ----------------------- | ------------------ | ---------------------------------------------------------------------------------------- | ------- |
| 1       | 24 березня 2020 | 28  | Чоловік | Лаос              | В'єнтьян     |          | Таїланд                 | під спостереженням |                                                                                          |         |
| 2       | 24 березня 2020 | 36  | Жінка   | Лаос              | В'єнтьян     |          | ні                      | під спостереженням | Екскурсовод                                                                              |         |
| 3       | 25 березня 2020 | 26  | Жінка   | Лаос              | В'єнтьян     |          | Європа                  | під спостереженням | У тісному контакті з хворим № 1                                                          |         |
| 4       | 26 березня 2020 | 42  | Чоловік | Лаос              | Луанґпхабанґ |          | ні                      | під спостереженням | Водій туристичної групи хворої № 2.                                                      |         |
| 5       | 26 березня 2020 | 42  | Чоловік | Лаос              | Луанґпхабанґ |          | ні                      | під спостереженням |                                                                                          |         |
| 6       | 26 березня 2020 | 41  | чоловік | Лаос              | В'єнтьян     |          | ні                      | під спостереженням | Тісний контакт із хворою № 3                                                             |         |
| 7       | 28 березня 2020 | 50  | жінка   | Лаос              | Луанґпхабанґ |          | ні                      | під спостереженням | Дружина хворого № 5                                                                      |         |
| 8       | 28 березня 2020 | 18  | Чоловік | Лаос              | В'єнтьян     |          | ні                      | під спостереженням | Тісний контакт із хворою № 3                                                             |         |
| 9       | 29 березня 2020 | 22  | Жінка   | Лаос              | В'єнтьян     |          | Таїланд                 | під спостереженням | Відвідувала родичів у Бангкоку                                                           |         |
| 10      | 25 березня 2020 | 21  | Жінка   | Лаос              | В'єнтьян     |          | ні                      | під спостереженням | Тісний контакт із хворим № 8                                                             |         |
| 11      | 5 квітня 2020   | 55  | Чоловік | Папуа Нова Гвінея | В'єнтьян     |          | Папуа Нова Гвінея       | під спостереженням | Працівник гірничовидобувного підприємства                                                |         |
| 12      | 6 квітня 2020   | 20  | Жінка   | Лаос              | В'єнтьян     |          | Велика Британія         | під спостереженням | Прилетіла до країни тим же літаком із Бангкока до В'єнтьяна, що й хвора № 11             |         |
| 13      | 7 квітня 2020   | 40  | Жінка   | Лаос              | В'єнтьян     |          | ні                      | під спостереженням | тісний контакт із хворою № 11                                                            |         |
| 14      | 7 квітня 2020   | 19  | Жінка   | Лаос              | В'єнтьян     |          | Велика Британія         | під спостереженням |                                                                                          |         |
| 15      | 8 квітня 2020   | 20  | Жінка   | Лаос              | В'єнтьян     |          | Велика Британія         | під спостереженням | Тісний контакт із хворою № 12. Прилетіла до країни тим же літаком, що й хворі № 11 і 12. |         |
| 16      | 10 квітня 2020  | 23  | Жінка   | Лаос              | В'єнтьян     |          | ні                      | під спостереженням | тісний контакт із хворою № 10.                                                           |         |
| 17      | 11 квітня 2020  | 32  | Жінка   | Лаос              | В'єнтьян     |          | ні                      | під спостереженням | Тісний контакт із хворою № 16.                                                           |         |
| 18      | 11 квітня 2020  | 32  | Жінка   | Лаос              | В'єнтьян     |          | ні                      | під спостереженням | Тісний контакт із хворою № 16.                                                           |         |
| 19      | 12 квітня 2020  | 21  | Чоловік | Лаос              | В'єнтьян     |          | ні                      | під спостереженням | Тісний контакт із хворою № 16.                                                           |         |

## Міжнародна допомога

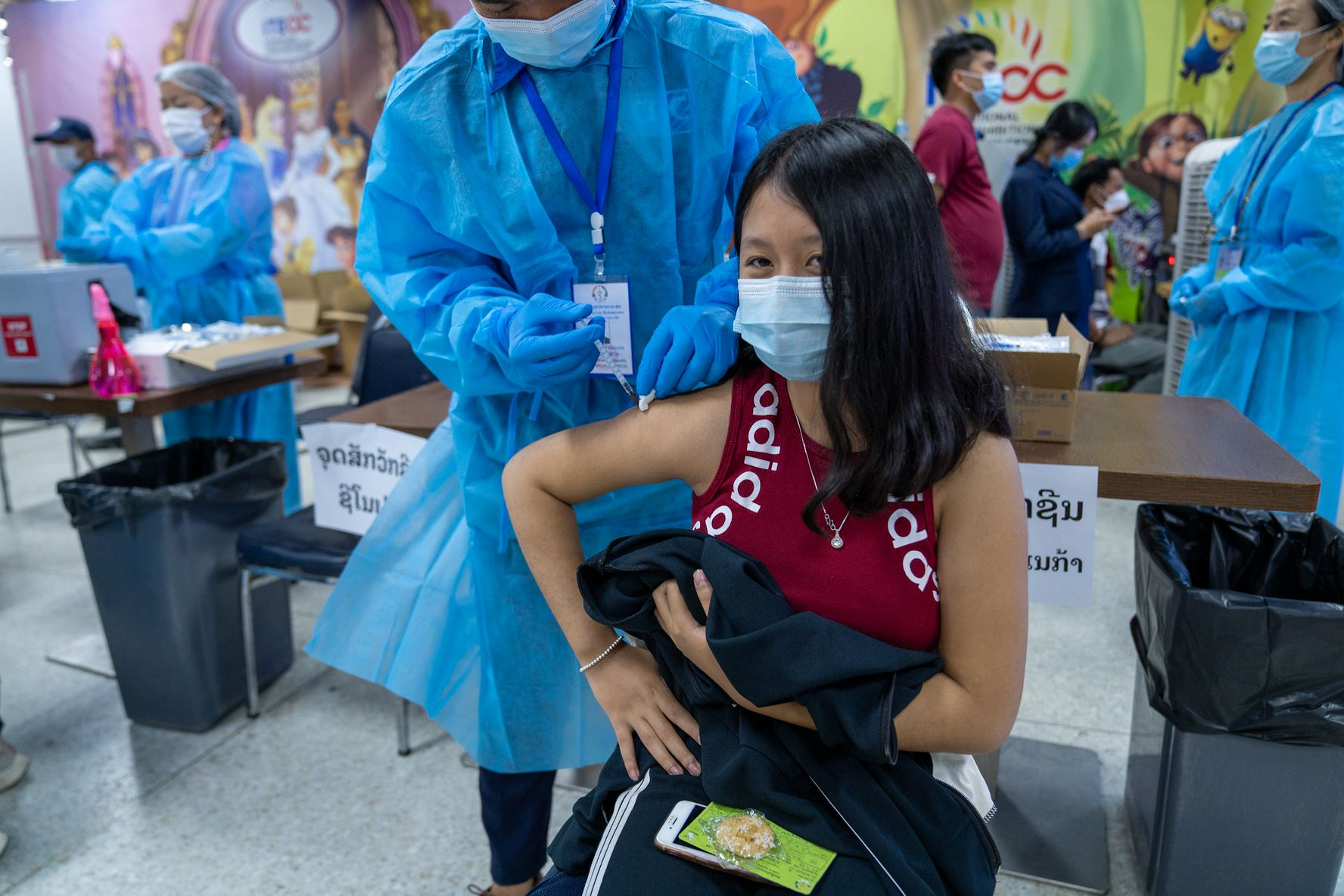
Дівчинка отримує педіатричну вакцину Pfizer, подаровану США

Видання «The Laotian Times» повідомило, що Китай з метою допомоги Лаосу у боротьбі зі спалахом коронавірусної інфекції надіслав до країни медичних експертів, медичне обладнання та ліки.
27 березня уряд В'єтнаму надав допомогу Лаосу, надіславши до країни медичне обладнання на суму 100 тисяч доларів США.
У квітні 2021 року уряд В'єтнаму вирішив надати фінансову допомогу Лаосу в розмірі 500 тисяч доларів США для боротьби з COVID-19, а також направити експертів і надати додаткове медичне обладнання для Лаосу. 4 травня 2021 року заступник міністра охорони здоров'я В'єтнаму Нгуєн Чионг Сон і 32 експерти вирушили до Лаосу для створення польових госпіталів, розширення екстреної реанімації, та посилення можливостей тестування.

## Цензура
За даними частини засобів масової інформації, кілька осіб у Лаосі заарештовані за буцімто поширення неправдивої інформації щодо пандемії коронавірусної хвороби.